# Bunodosoma kuekenthali
Bunodosoma kuekenthali är en havsanemonart som beskrevs av Ferdinand Albin Pax 1910. Bunodosoma kuekenthali ingår i släktet Bunodosoma och familjen Actiniidae. Inga underarter finns listade i Catalogue of Life.